# Buck Clayton
Buck Clayton (geboren als Wilbur Dorsey Clayton), Parsons, 12 november 1911 - New York, 8 december 1991) was een Amerikaans jazztrompettist, die deel uitmaakte van Count Basies orkest "Old Testament", en opgemerkte mainstreamgeoriënteerde opnamen van jamsessies maakte in de jaren 50. 
Claytons voornaamste invloed was Louis Armstrong. The Penguin Guide to Jazz zegt dat hij een synthese maakte van veel van de geschiedenis van de jazztrompet, met zijn heldere koperen toon en een schijnbaar oneindig vermogen tot melodische improvisatie". Clayton werkte nauw samen met Li Jinhui, de vader van de Chinese populaire muziek in Shanghai. Zijn bijdragen stimuleerden muzikale ontwikkeling in China, Hong Kong en Taiwan.

## Discografie
- Bird and Pres - The '46 Concerts Jazz at the Philharmonic (Verve, 1946)
- The Classic Swing of Buck Clayton (OJC, 1946)
- Buck Special (Vogue, 1949–53)
- Copenhagen Concert (SteepleChase, 1959)
- Buck & Buddy (Prestige/OJC, 1960)
- Buck Clayton All Stars 1961(Storyville Records, 1961)
- Buck Clayton Jam Session 1975 (Chiaroscuro, 1975)
- The Buck Clayton Swing Band Live from Greenvich Village (Nagel-Heyer, 1990)
- Goin' to Kansas City (Riverside Records)